# VOCAROCK collection 2 feat. 初音ミク
『VOCAROCK collection 2 feat. 初音ミク』（ボカロック　コレクション　ツー　フィーチャリング・はつねミク）は、2010年12月15日にFARM RECORDSより発売された、初音ミクなどのVOCALOIDをボーカルに用いたロック曲を集めたコンピレーション・アルバム。

## 概要
『VOCAROCK collection feat. 初音ミク』に続く、VOCALOIDの歌声を用いて作られたロック曲、「VOCAROCK」を集めたコンピレーション・アルバムの第2弾。タイトルに名前のある初音ミクのほか、鏡音リン、巡音ルカを用いて作られたロック曲が収録されている。収録曲の中でsequelの「ロベリア」、ゆよゆっぺの「Lost story」は新バージョン、クワガタPの「ヒステリ」、ナノウ（ほえほえP）の「うたうたいのうた」、マチゲリータの「ゴシックロリィタドレスアップズ」は本アルバムでの発表曲となっている。ジャケットイラストはMACCOが担当した。

## 収録曲
1. Corruption Garden
  - Caz feat.巡音ルカ
2. GALLOWS BELL
  - buzzG feat.初音ミク
3. THE DYING MESSAGE
  - 鬱P feat.鏡音リン
4. ロベリア/Lobelia -MistyRain ver.-
  - sequel feat.初音ミク
5. ヒステリ
  - クワガタP feat.初音ミク
6. グレア
  - バルP feat.鏡音リン
7. 死にたがり
  - 梨本うい feat.初音ミク
8. 嘘つき造花
  - kous feat.初音ミク
9. トップシークレット
  - すこっぷ feat.初音ミク
10. うたうたいのうた
  - ナノウ（ほえほえP） feat.初音ミク
11. Parades
  - whoo feat.初音ミク
12. 迷子ライフ
  - TOKOTOKO（西沢さんP） feat.鏡音リン
    - 『初音ミク Project DIVA Arcade』第2回楽曲募集選出楽曲。
13. ゴシックロリィタドレスアップズ
  - マチゲリータ feat.初音ミク
14. Looking for
  - そそそ（津久井箇人）feat.巡音ルカ
15. わすれんぼう
  - アゴアニキ feat.鏡音リン
16. Lost story -Unrelieved ver.-
  - ゆよゆっぺ feat.初音ミク
17. ユラメク
  - ヘブンズP feat.初音ミク
18. crack
  - keeno feat.初音ミク